# Vyšná Rybnica
Vyšná Rybnica es un municipio del distrito de Sobrance, en la región de Košice, Eslovaquia. Tiene una población estimada, a fines del año 2023, de 399 habitantes.
Está ubicado al noreste de la región, en la cuenca hidrográfica del río Bodrog (afluente derecho del Tisza) y cerca de la frontera con la región de Prešov y con Ucrania.

## Demografía
| Año        | 1994 | 2004    | 2014    | 2024  |
| ---------- | ---- | ------- | ------- | ----- |
| Población  | 382  | 379     | 360     | 396   |
| Diferencia |      | −0,78 % | −5,01 % | +10 % |

| Año        | 2023 | 2024    |
| ---------- | ---- | ------- |
| Población  | 399  | 396     |
| Diferencia |      | −0,75 % |